# 역복불식
역복불식(易服不食)은 세종실록 부록 오례 중 하나인 흉례의식의 하나로 죽은 임금에 대한 예의 범위와 방식을 정의한 것이다. 임금이 승하하면 내명부 소속의 종친을 포함하여, 대군 이하 친자, 친손은 모두 머리를 풀어 헤치고, 흰옷(소복: 素服)을 입으며, 베로 만든 버선(포말: 布襪)을 신고, 짚신을 신었다. 왕세자와 대군 이하의 왕자는 3일 동안 음식을 먹지 않는다고 규정하고 있다. 또한, 왕실 종친이 아닌 국내의 모든 국민들 또한 흰옷을 입어야 하고 귀금속, 보석, 비단옷 그리고 화려한 수를 놓은 옷 등의 착용을 금지했다.

## 참고 문헌
1. ↑  세종실록 부록 오례 흉례의식 역복불식